# Desa Kawungluwuk (administrativ by i Indonesien, lat -6,75, long 107,80)
Desa Kawungluwuk är en administrativ by i Indonesien.   Den ligger i provinsen Jawa Barat, i den västra delen av landet, 120 km sydost om huvudstaden Jakarta.